# 울산 HD FC
울산 HD FC(Ulsan HD Football Club)는 대한민국 울산광역시에 있는 축구 선수단이다. HD현대스포츠가 운영하는 남자 프로 축구단이며, 1983년에 창단되었다. 울산광역시를 연고로 하고 K리그1에 참가하고 있다.
1983년 7월 12일 창단 발표를 하고 1983년 12월 6일 공식 창단식을 거행하고 현대 호랑이 축구단이라는 이름으로 대한민국 프로축구단 제4호 축구단으로 출범한 후1984년 축구대제전 수퍼리그에 인천, 경기 연고지로 참가하였다. K리그 광역지역연고제가 시행된 1987년부터 강원 연고지 구단으로 활동한 후, 1990년 현재의 연고지인 울산으로 이전했다. 원래는 현대자동차가 모기업이었으나, 1998년 1월부터 현대중공업으로 모기업이 변경되었다.
한편 현대자동차는 1983년 12월 현재의 울산 현대 축구단 창단 이전인 1972년에 순수 아마추어 직장인 축구팀으로 창단하여 1980년부터 대한축구협회가 주최하는 대통령배 전국축구대회와 전국축구선수권대회 등의 전국 대회 그리고 1982년부터 당시 실업축구 리그인 코리언리그에 출전하던 별도의 현대자동차 실업 축구단을 운영 중이었다. 그리고 현재의 울산 현대 프로축구단 창단 이후로는 프로 선수들이 뛰기도 하면서때로는 2군처럼 운용되기도 하였으며 1990년대에는 현대자동차 축구단이라는 명칭이 사라지고 '현대 2군'이라는 명칭으로 각종 실업대회에 출전하였다. 정확한 해체 시점 혹은 현재의 울산 현대 축구단으로의 흡수 시점에 대해서는 명확하게 알려진 것이 없다.
K리그를 대표하는 구단으로서 국내외 대회에서의 우승 경험이 있는 구단이다. 1996년과 2005년에 K리그1 정상을 차지하였고, 2006년에는 A3 챔피언스컵에서 정상의 자리에 올랐으며, 2012년에는 창단 이후 최초로 AFC 챔피언스리그에서 우승을 차지하였다. 2017년 5월 25일에 아시아 구단 최초로 피파온라인3의 광고 모델이 되었다. 2017년 7월 19일에는 K리그 역사 최초로 팀 통산 500승을 달성하였다.
그리고, 2017년 11월 29일과 12월 3일에는 부산을 상대로 팀 창단 34년 만에 FA컵 첫 번째 우승을 달성하였다. 그리고, 2020년에는 2번째 ACL 우승을 차지하였다. 그 후, 2022 시즌에 K리그 최초로 팀 통산 600승을 달성하였고, 2005년 이후 17년 만에 K리그 우승을 달성하였으며, 2023년에는 구단 창단 최초로 K리그 2연패를 달성한데 이어 2024년에도 K리그 우승을 통해 K리그 3연패 달성,  울산 왕조의 서막을 알렸다.
과거에는 울산 현대 호랑이라는 명칭을 썼지만, 2008년 2월 울산 현대 축구단으로 공식 구단 명칭을 변경한 이후 더 이상 마스코트인 호랑이를 공식 구단 명칭에 포함하지 않는다.
모기업인 현대중공업이 HD현대로 사명을 변경함에 따라, 2023년 12월 13일에 울산 현대 축구단에서 울산 HD FC로 팀명을 변경했다. 동시에 구단의 새 엠블럼을 공개했다.

## 역사

### 초창기 (1983–1989)
울산 현대의 역사는 현대 호랑이 축구단으로부터 시작된다. 현대 호랑이 축구단은 1983년 7월 창단 발표를 하고 12월 할렐루야, 유공, 대우에 이은 대한민국의 4번째 프로 축구단으로 창단되었다. 이름에서부터 알 수 있듯이 이들은 창단부터 호랑이를 상징으로 내세웠다. 과거 현대 호랑이 축구단이 강원도를 연고지로 배정받고 창단된 것으로 잘못 알려졌지만 1983년 12월 창단 당시 연고지는 인천, 경기였고, 실제로 지역연고제가 시작되던 1987년부터 강원도를 단독 연고지로 하였으며 이러한 정확한 사실대로 현재 울산 현대 축구단의 공식 홈페이지에 정정되어 기재되어 있고 이에 앞서 같은 해 8개팀 프로리그 실현설 당시 인천-경기도 연고 물망에 올랐으나 무산됐다.
리그 참가 첫해인 1984년에 축구대제전 수퍼리그 최종 3위에 올랐다. 백종철이 득점왕에 올랐고, 랜스베르겐은 도움왕에 올랐다. 이듬해에는 4위라는 실망스러운 성적을 기록했다.
1987년에 현대 호랑이와 대우가 대형 신인 김종부를 잡기 위한 경쟁을 벌였다. 김종부는 애초에 대우행을 원했으나 그가 다니던 고려대학교는 학교를 후원해 준다는 이유로 그에게 현대행을 고집했다. 김종부는 현대와 학교의 설득에 못 이겨 현대와 계약했다. 그러나 얼마 지나지 않아 김종부는 현대가 계약 조항을 지키지 않았단 이유로 현대와의 계약을 파기하고 대우로 이적해 버렸다. 이에 고려대학교는 그를 축구부에서 제명시켰고, 이에 따라 그의 졸업이 1년 늦춰졌다. 이후, 대한축구협회가 김종부를 대우 소속으로 인정하자 이에 반발한 현대는 팀 해체를 선언하였고, 실행에는 옮기지 않았으나 비난을 받아야 했다. 현대는 실추된 이미지를 쇄신하기 위한 작업 중 하나로 새로운 코칭 스탭을 구성하였는데 김호를 감독으로, 김원권을 코치로 선임하였다. 더욱 질 높은 경기를 펼쳐 이미지를 회복하겠다는 심산이었다. 1988년에 현대는 준우승을 기록했다.

### 울산 시대의 개막 (1990–1999)
1989년 말, 대한축구협회가 도시지역연고제 실시를 발표한 후, 현대는 모기업이 자리한 울산으로 연고지를 옮겼는데 한때 프로야구단 창단을 계획할 당시 이 지역을 연고지로 원했지만 프랜차이즈 기득권을 가진 롯데의 반발로 무산되기도 했다. 울산에서의 첫 해인 1990년, 그들은 6개 팀 중 5위를 기록했다. 부진한 성적의 책임을 물어 김호와 김인권이 동반 사임한 후, 그들은 1980년대 대한민국의 간판 공격수였던 차범근을 감독으로 선임했다. 부임 첫 해에 차범근은 울산을 준우승으로 이끌었고, 이듬해 1992년과 1993년에는 연속 3위에 올랐다. 1994년 초 새로운 구단주로 정몽규가 부임했는데 1994 시즌 초반기에 그들은 6연승을 달리며 우승이라는 목표에 가장 근접하여 달리고 있었다. 이해 유상철이 입단한 시즌이었다. 그러나 울산의 주요 선수였던 최인영, 정종선, 최영일, 신홍기가 1994년 FIFA 월드컵 대표로 차출된 후 급격한 하락세를 보였고, 기록적인 11경기 무승 행진을 이어갔다. 월드컵 대표가 다시 팀에 합류한 후 선두 탈환을 위해 전진하였지만 얼마 지나지 않아 히로시마 아시안 게임 대표로 다시 한번 주전 선수들이 차출되어 나가자 부진을 거듭했다. 결국 울산은 4위에 그쳤고, 차범근은 성적 부진으로 경질됐다.
차범근의 후임 감독으로 고재욱이 선임되었다. 1995년 정규 리그가 시작되기 전에 치러진 아디다스 컵에서 그들은 우승을 차지했다. 1986년 이후 9년만의 컵대회 우승 탈환이었다. 그러나 전후기 리그로 치러진 정규 리그에서는 각각 2위와 3위를 기록하며 통합 준우승에 머물러야했다. 1996년 치러진 아디다스 컵에선 4위를 기록하며 실망스런 성적을 거두었지만 정규 리그에서는 11승 3무 2패를 기록하며 전기 리그 우승을 차지하였다. 그러나 대조적으로 후기 리그에서는 5승 11패를 기록하며 최하위를 기록했다. 전기 리그 챔피언 자격으로 챔피언 결정전에 진출한 울산은 후기 리그 우승 팀이자 신생 팀 수원 삼성 블루윙즈를 상대했다. 챔피언 결정전 1차전, 울산은 홈에서 0-1 패배를 당하고 패색이 짙어졌다. 창단 13년 만의 우승 기회를 창단 1년차인 팀에게 넘겨줄 위기에 처한 상황이었다. 수원종합운동장에서 펼쳐진 2차전은 무려 5명의 선수가 퇴장당하는 격한 경기였다. 이런 격한 경기에서 울산은 3-1 승리를 거둬 창단 첫 K리그 우승을 차지하였다.

### 김정남 시대 - 9년만에 K리그 우승 (2000–2008)
1995년 이후로 줄곧 상위권을 유지해 오던 울산은, 1999 시즌에 주전 선수들의 줄부상이 이어지며 6위를 기록했다. 고재욱 감독은 부진했던 성적을 만회하기 위해 대대적인 세대교체를 감행했고, 김현석 등이 팀을 떠났다. 그러나 리그 개막전부터 8연패를 당하며 최하위로 쳐졌다. 설상가상으로 고재욱 감독이 6월에 건강상의 이유로 사임했다. 2000 시즌 후 고재욱의 뒤를 이은 감독은 김정남이었는데, 신임 감독이 팀 조직력이 완전히 망가진 울산을 일으켜 세우기엔 역부족이었다. 결국 그들은 최하위인 10위를 기록했다. 이듬해 J리그에서 성공적인 활약을 하던 김현석이 여러 팀의 제의를 거절하고 울산으로 돌아왔다. 김현석은 복귀 후 좋은 모습을 보여줬지만, 골키퍼 김병지가 떠난 수비진은 이미 붕괴된 후였다. 울산은 상위권 도약에 실패하고 6위에 머물렀다. 성남 일화 천마가 2001 시즌부터 2회 연속 우승을 차지할 동안 울산 현대는 2002 시즌과 2003 시즌에 연속으로 준우승을 차지했다. 특히 2002 시즌에는 레전드 유상철의 복귀와 함께 8위에서 2위로 마무리하면서 우승도전을 이어가기도 했다. 그러나 2003 시즌이 중반엔 에이스였던 유상철, 이천수가 각각 요코하마 F. 마리노스와 레알 소시에다드로 떠났고, 시즌이 끝난 후에는 팀의 전설이라 불릴만한 김현석이 은퇴하였다. 이들을 대체하기 위해 김형범과 카르로스 등이 대신 합류하였고 2004 시즌엔 준결승 플레이오프까지 진출하였다. 그러나 그 해 득점왕을 기록한 따바레즈의 포항 스틸러스에게 패하고 말았다. 2005년에 유상철이 울산에서의 우승을 간절히 염원하며 일본에서 복귀하였고, 시즌 중반에는 스페인에서 적응에 실패하고 있던 이천수까지 복귀하였다. 그 해 챔피언 결정전에 진출한 울산은 파죽지세의 신생팀 인천 유나이티드를 맞이하였다. 1차전 원정에서 5-1 대승을 거두었고 2차전 홈에서 1-2로 패했다. 1차전 2차전 1승 1패로 동률을 이뤘으나 골득실에서 6-3으로 앞서 2번째 우승을 차지하였다. 이듬해 K리그 우승 팀 자격으로 출전한 A3 챔피언스컵에서 첫 경기인 제프 유나이티드 이치하라 지바에 2-3으로 패배했지만 J리그 챔피언 감바 오사카를 6-0, 다롄 스더를 4-0으로 부수고 우승 트로피를 들어올렸다. 이천수는 세 경기에서 무려 6골을 집어넣으며 MVP에 올랐다. 이 대회의 무자비한 경기력으로 울산은 "아시아의 깡패"라는 별명을 얻게 되었다. 하지만 그 해 리그에서는 5위를 기록했다. 2007 시즌과 2008 시즌에는 연속해서 플레이오프에 진출하는 성과를 올렸으나 우승을 차지하지 못하였다.

### 김호곤 시대 - 철퇴 축구의 탄생 (2009–2013)
2009 시즌을 앞두고 8년 간 울산을 지휘했던 김정남 감독이 물러나고 김호곤이 새롭게 감독으로 선임되었다. 김호곤 감독이 이끄는 울산은 2009 시즌을 앞두고, 박동혁, 박병규, 우성용, 양동현 등 일부 주전 멤버들이 대부분 이적을 하거나 군입대를 하여 전력 누수가 컸다. 영입한 선수라고는 대전에서 뛴 김용태와 이동원, 제주에서 데려온 조진수, R리그 2군 MVP를 수상했던 수비수 이원재 밖에 없었다. 결국, 전력 누수와 주전 선수들의 부상과 더불어 극심한 부진을 겪었다. 리그 성적이 좋지 않았고, 염기훈, 루이지뉴, 이진호 등, 주축 공격수들의 줄부상과 조진수가 제 역할을 하지 못하자, 드래프트를 통해 수비수로 영입했던 김신욱을 공격수로 전향시키기까지에 이르렀다. 그 후, 2008 시즌 3위의 자격으로 참가한 AFC 챔피언스리그에서 2군을 기용하며 비난을 받았다. 김호곤 감독은 리그에 집중하기 위함이라 설명했지만 결국 AFC 챔피언스리그에서 토너먼트 진출에 실패하였고, 여름 이적시장에서 러시아에서 뛰었던 측면 수비수 오범석을 영입하여 반등을 노렸지만, 결국 K리그에서 8위를 기록하여 플레이오프 진출에도 실패하였다. 이는 2000년 10위의 성적을 받은 이후 가장 낮은 순위였다.
2010 시즌이 시작하기 전 김치곤을 비롯하여 김동진, 최재수, 고슬기 등을 영입하며 시즌을 시작하였다. 전력 보강 과정에서 해외에서 활약한 것을 제외하고는 꾸준히 울산에서 활약해온 프랜차이즈 스타 현영민이 이적하자 팬들의 불만을 사기도 하였다. 리그 중반까지 호세 오르티고사, 김신욱, 에스티벤 등을 앞세워 1위 경쟁을 벌이는 등 좋은 모습을 보였으나 중반 이후 중상위권으로 하락하여 정규 리그를 최종 4위로 마감한 후 플레이오프에 임하였다. 성남을 맞아 홈에서 경기를 치렀으나 1-3의 패배를 당하여 플레이오프에서 탈락했다.
2011 시즌을 앞두고 유경렬, 오범석, 오장은 등을 이적시키며 전력 약화에 대한 우려를 샀으나 국가대표 센터백 곽태휘를 비롯하여 송종국, 설기현의 영입으로 전력 누수를 상쇄하였다. 하지만 17라운드까지 심각한 부진을 겪으며 두 자릿 수 순위를 오르락 내리락 하였으나 시즌 막바지 뒷심을 발휘하여 2011 컵 대회 우승을 차지하고, 6위로 간신히 플레이오프에 진출하였다. 플레이오프에서 만난 서울을 상대로 3-1 승리를 거두며 예측을 뒤엎었고 수원, 포항까지 차례로 격파하며 챔피언 결정전에 올랐으나 1차전과 2차전 모두 전북에 패배하며 준우승에 머물렀다. 그러나 역습 상황에서 많은 공격 숫자로 상대의 골문을 위협하는 공격 스타일을 두고 붙은 '철퇴 축구'라는 별명이 축구 팬들 사이에서 크게 주목받게 된 시즌이었다. 2012 시즌에서는 K리그보다는 AFC 챔피언스리그에 더욱 집중하는 운영을 단행하였다. 리그와 AFC 챔피언스리그를 병행하기 위해 선수층을 두껍게 하기 위해 여름이적시장에서 선수들을 보강했다. 이승렬과 하피냐 등을 영입함으로써 공격력을 보강했다. 시즌 중반 K리그 스플릿 시스템에 의한 조 결정에서 상위조에 속하였으나 그 후로 거듭된 부진을 보이며 K리그에서 괄목할만한 성적을 내지 못하였다. 하지만 AFC 챔피언스리그에서는 오히려 승승장구하며 조별 리그에서 무패(4승 2무)로 16강에 진출하고, 토너먼트에서도 5연승으로 결승에 진출하였다. 울산의 홈구장인 울산문수축구경기장에서 열린 결승전에서는 사우디아라비아의 알아흘리를 맞아 3-0의 대승을 거두고 창단 첫 아시아 정상에 올랐다. 이로써 울산은 2002년 AFC 챔피언스리그 개편 후 첫 무패 우승(12경기 10승 2무)이자 역대 최고 성적으로 우승, 울산은 아시아 정상의 자격으로 FIFA 클럽 월드컵에 진출하였다. 그리고 AFC 챔피언스리그에서 4골 7도움을 기록한 이근호는 아시아 축구연맹(AFC)이 선정한 2012년 아시아 올해의 축구 선수로 선정되어 김주성 현 대한축구협회 사무총장 이후 21년 만에 대한민국에서 이 상을 수상하는 영예를 안았고, 김호곤은 AFC 올해의 감독으로 선정되었으며 구단은 올해의 클럽으로 선정되었다. 12월에 개최된 클럽 월드컵에서 몬테레이와 산프레체 히로시마에 패해 최종 6위로 대회를 마감하였다.
2013 시즌에서는 K리그 스플릿 A에 진출, 1위로 스플릿 마지막 라운드를 맞이하였다. 이 때 울산 현대는 부산에 승리만 하면 우승을 확정지을 수 있었으나 부산에 2-1로 역전패를 당해 2위 포항과의 승점차가 2점으로 좁혀진 상황이었다. K리그 스플릿 마지막 라운드에서 울산은 무승부만 거둬도 우승하는 상황이었고 포항은 무조건 우승을 거둬야 하는 상황이었다. 울산 홈에서 벌어진 K리그 마지막 라운드에서 0-0 상황 후반 95분 포항 수비수 김원일의 극적 결승골로 포항의 우승이 확정되고 울산은 준우승에 머물러야 했다. 비록 팀은 준우승에 머물렀지만 김신욱, 이용, 김승규, 김치곤 등 4명이 2013 K리그 베스트 11 부문에 이름을 올렸고 김신욱은 K리그 클래식 MVP, 아디다스 올인 팬타스틱 플레이어, 베스트11 공격수 부문에 선정되어 K리그 대상 3관왕을 수상하는 한 해를 보냈다.
하지만, 김호곤 감독은 팀을 우승으로 이끌지 못한 책임을 통감하고 2013 시즌을 끝으로 자진 사퇴하였다.

### 조민국 부임과 명문구단의 추락 (2014)
구단은 김호곤 감독의 후임으로 울산 현대미포조선 돌고래 축구단 감독으로 재임 중, 2차례나 내셔널리그 통합우승을 이끌었던 조민국 감독을 8대 감독으로 선임하였다.
조민국 감독은 웨스턴 시드니 원더러스와의 ACL 조별 1차전 원정경기에서 3-1 승리를 이끈 데에 이어 3월 8일에 열린 2014 K리그 클래식 개막전에서 지난 시즌 마지막 라운드에서 우승 타이틀을 내준 디펜딩 챔피언 포항 스틸러스에 1-0 승리하여 지난 시즌 준우승의 한을 풀었다. 이를 계기로 조민국 감독은 3월 한 달 간 K리그 클래식에서 4승 1패 승률 80%의 호성적을 기록하며 프로축구연맹이 신설한 '이달의 감독' 첫 주인공으로 선정되어 프로팀 감독으로 성공적인 첫 걸음을 뗐다. 그러나 4월 들어 ACL과 리그를 포함하여 2무 5패라는 좋지 않은 성적을 기록하며 1승도 챙기지 못했고 3월 이후로 4경기 연속 무득점에 그쳤다. 4월 22일 토도로키 육상 경기장에서 벌어진 가와사키와의 ACL 조별 예선 마지막 경기에서 무조건 이겨야만 16강에 진출할 수 있었으나 결국 1-3으로 패하는 바람에 16강 진출에 실패하여 힘겨운 4월을 보냈다.
브라질 월드컵이 끝난 이후 리그 후반기에 접어들었으나 울산의 부진은 계속되었다. 팀의 주축이었던 한상운, 강민수, 하피냐가 이적과 입대 등으로 팀을 이탈하였고, 김신욱마저 월드컵에서 부상을 입어 출전하지 못하는 등 어려운 상황을 맞이하였다. 이에 울산은 서용덕, 이재원, 카사를 데려왔고, 부산에서 뛰던 양동현을 2대1 트레이드를 통해 재영입하여 주축 선수들의 공백을 최소화하려 노력하였으나 주축 선수들의 공백을 완벽히 지우기는 역부족이었다. 더군다나 7월 12일에 열린 포항과의 홈 경기에서 0-2로 패한데 이어 7월 16일에 열린 전북과의 FA컵 16강 전에서 1-2로 패하여 8강 진출이 좌절되자 조민국 감독의 경질론이 확대되기 시작하였다. 그 이후 상무에서 군 복무를 마치고 돌아온 이재성과 이호가 팀에 복귀하였으나 들쭉날쭉한 경기력을 보여준 조민국의 경질론은 계속되었다. 이후 전남을 제치고 극적으로 상위 스플릿 진출에 성공하였으나, 조민국의 경질론과 함께 윤정환 감독의 내정설 등이 보도되는 등 내홍과 함께 상위 스플릿 무승이라는 성적으로 시즌을 마감하였다. 시즌이 끝난 후 구단은 성적 부진의 책임을 물어 조민국을 경질하였다.

### 윤정환 시대 (2015–2016)
구단은 조민국을 경질하고 공석이 된 감독직에는 2008년부터 일본에서 사간 도스를 이끌며 지도력을 인정받은 윤정환을 9대 감독으로 선임하였다. 윤정환 부임 이후, 울산은 지난 시즌의 부진을 씻고 명가 재건을 하겠다는 목표로 선수단을 보강하였다. 구본상, 제파로프, 김태환을 영입하였으며, 김영광의 대체자로 송유걸을 영입하였다. 또한 임창우, 마스다 등 임대를 떠났던 주요 선수들이 복귀하는 등 포지션 별로 뛰어난 선수들을 보강하였다.
2015 시즌이 시작되자 울산은 3월 8일에 홈 개막전 상대인 서울을 상대로 2-0으로 승리한 후 4라운드까지 무패 행진을 달렸으나 4월부터 5월까지 주전 선수들의 부상 공백과 수비진의 약점 노출 등으로 인하여 리그에서 4연속 무승부를 거듭하다가 제주, 전북, 성남을 상대로 연패를 당한데 이어 5월 25일에 열린 라이벌 포항과의 홈 경기에서 2-2 무승부를 거두는 등 부진에 빠졌다. 6월 7일에 열린 제주와의 홈 경기에서 2-0 승리를 거둬 10경기 만에 1승을 챙겼고, 대전과의 FA컵 16강 경기에서 3-2 승리를 거둬 반등하는 듯 했으나 전북 원정에서 1-2 패배, 인천과의 홈 경기에서 1-1 무승부, 성남과의 홈 경기에서 0-1 패배를 당하며 또 다시 부진에 빠졌다. 7월 초에도 수원, 전남 등에 연달아 패하며 강등권에 근접한 10위까지 내려가는 최악의 상황을 맞이하였다. 기나긴 부진 속에서 7월 8일 대전과의 리그 21라운드 경기에서 4-1 대승을 거두며 6경기 만의 무승 탈출과 동시에 후반기 반격을 알리는 발판을 마련하였다.
이후 여름 이적 시장에서 타르타와 카사와의 계약을 해지하고 코바를 데려왔다. 또한 조영철, 에벨톤을 영입하여 공격을 강화하였다. 하지만 이적 시장이 지나도 여전히 부진에서 벗어나지 못했고, 8월 29일 광주와의 원정 경기에서야 2-1 역전승을 거둬 7경기 만에 1승을 챙겼다. 하위 스플릿 진출이 확정된 후 9월 들어 4승 1무를 기록하는 등 뒤늦은 부활을 알렸다. 한편 FA컵에서는 준결승까지 진출한 상태에서 창단 후 첫 우승을 노렸지만 준결승 상대인 서울에게 1-2로 패하여 결승 진출이 좌절되어 무관으로 시즌을 마감하는 것이 확정되었다. 하위 스플릿에서는 11경기 무패를 기록해 유종의 미를 거두어 7위로 시즌을 마감하였고, 팀의 주전 공격수인 김신욱은 리그 18호 골을 기록하여 생애 첫 득점왕을 차지, 유병수 이후 5년 만에 토종 득점왕으로 등극하였다.
2016 시즌을 앞두고 울산은 명가 재건을 위해 대대적인 선수 보강을 단행하였다. 우선 지난 시즌에 부진했던 에벨톤과 부상 등으로 기량 저하를 보인 제파로프와 재계약하지 않았고, 양동현, 김승규 등을 내보내고 그 후 풀백 이기제와 측면 공격수 김인성, 베르나르도, 서명원, 김용대 등을 영입하였다. 한편 주축 공격수 김신욱이 전북으로 이적하였고 김신욱의 공백을 메우기 위해 국가대표 공격수 이정협과 박성호를 영입했다. 이 과정에서 7년 간 팀의 주전 공격수로 활약했던 김신욱을 이적시킨 것에 대해 팬들이 반발하기도 하였다.
2016 시즌 초반, 들쭉날쭉한 경기력으로 순위가 하위권까지 내려가는 위기를 맞이했으나 5월 21일에 수원과의 원정 경기에서 4-2 대승을 거두어 반등에 성공하였다. 그 이후, 5승 1패의 호성적으로 3위까지 올라갔으나, 6월 29일에 있었던 포항과의 동해안 더비 경기에서 0-4 대패를 당했고, 이로 인해 울산 원정 팬들이 구단 버스를 가로막는 사태가 벌어지기도 하였다. 이는 윤정환 감독이 직접 구단 버스에 내려 울산 원정 팬들에게 사과하며 일단락되었다. 여름 이적 시장에서는 일찌감치 팀을 떠난 베르나르도의 공백을 메우기 위해 프랑스와 기니비사우 두 이중국적 출신 공격수 멘디를 영입하였다. 이어진 7월 2일 수원과의 홈 경기에서 추가 시간에 이재성과 멘디가 골을 몰아쳐 2-1 대역전승을 이끌어내며 분위기를 수습하였다. 이후 7월 13일 FA컵 8강전에서 인천을 4-1로 대파하며 2년 연속 FA컵 준결승에 진출하였다. 이후 임대 영입한 서정진을 서울 이랜드로 재임대 보냈으며, FC 안양에서 활약했던 미드필더 정재용을 영입하였으며, 브라질 출신 수비수인 셀리우 산투스를 영입하였다.
그 후, 8월에는 한 동안 승리를 거두지 못했고, 9월 18일에는 김병지의 은퇴식이 열린 동해안 더비 경기에서 멘디의 결승골로 1-0 승리, 지난 6월 29일에 있었던 0-4 대패의 복수를 갚았다. 뒤이어, 9월 21일에 있었던 성남 FC와의 경기에서 셀리오와 이정협의 골로 2-1 극적 역전승을 거두어 스플릿 그룹 A 진출을 확정지었으며, 상위 스플릿에서 4위를 기록하였지만 FC 서울이 더블 우승(K리그 클래식, FA컵 우승)을 달성하면, 최소 AFC 챔피언스리그 플레이오프에 진출할 수 있었다. 하지만, 2차전에서 수원 삼성 블루윙즈가 승부차기 끝에 FA컵 우승을 차지하면서 AFC 챔피언스리그 플레이오프 진출에 실패하였다. 그 후, 2016년 11월 14일 울산은 윤정환 감독과 결별을 선언하였으며, 윤정환 감독은 계약만료로 2년 만에 울산 감독직에서 물러났다.

### 김도훈 시대 - K리그 최초 팀 통산 500승 달성과 34년 만에 이룬 FA컵 우승 (2017)
구단은 2016년 11월 21일에 윤정환의 후임으로 전 인천 감독을 지냈던 김도훈을 제 10대 감독으로 선임하였다. 12월 14일, 이재성과 이용을 전북으로 보내는 대신 공격수 이종호와 수비수 최규백, 김창수 3명을 트레이드를 통해 한꺼번에 영입하였다. 그 뒤로 마스다, 하성민, 정산, 멘디 등이 떠난 자리를 박용우, 조수혁, 리차드 등을 차례대로 영입하며 그 자리를 메웠다. 2017년 1월 18일에 전북 현대가 2016 시즌에 있었던 구단 스카우트의 심판 매수 사건으로 인하여 AFC 챔피언스리그 출전권을 박탈당했고, 2016 K리그 클래식 4위 팀인 울산이 출전권을 받아 ACL 출전권을 획득하여 플레이오프부터 참가하게 되었다.
그 후, 2017년 2월 7일에는 호주 출신 공격형 미드필더 페트라토스를 아시아쿼터로 영입하였다.
2월 8일 킷치와의 ACL 플레이오프를 통해 김도훈 감독의 데뷔전을 치렀고, 졸전 끝에 1-1 무승부를 거두어 승부차기 끝에 겨우 ACL 본선에 진출하며 불안한 시작을 알렸다. 그리고, 2월 9일에 과거 전남에서 활약했던 크로아티아 출신 공격수 오르샤를 영입하였다.
그 이후, 가시마와의 ACL 조별 1차전에서 0-2로 패했지만, 브리즈번과의 ACL 조별 2차전에서 6-0 대승을 거두었으며, 3월 달에는 개막전에서 포항을 2-1 누르고 ACL을 포함하여 2연승을 내달렸다. 그러나, 골 결정력 부족 등 문제를 보여 제주와의 리그 2라운드에서 0-3 대패, 무앙통과의 ACL 조별 3차전에서 0-0 무승부를 거둔데다가 상주와의 리그 3라운드에서 0-1로 패하여 불안한 출발을 보였다.
설상가상으로 무앙통과의 ACL 원정 경기에서 0-1로 패하여 16강 진출이 불투명한데다 리그 6라운드인 전남과의 원정 경기에서 1997년 이후, 34년 만에 0-5로 참패를 당하는 굴욕을 당했고, 4월 26일에 있었던 가시마와의 ACL 조별 경기에서 수비진의 실수로 0-4로 대패하여 남은 1경기에 상관없이 16강 진출에 실패하였다.
하지만, 4월 30일에 있었던 인천과의 원정 경기에서 2-1 승리를 시작으로, 5월에 들어서자, 대구와 수원, 전남을 상대로 연달아 승리하며, 연승 행진을 이어갔다. 휴식기 이후, 포항, 제주 등을 상대로 승리를 거두었지만 2017년 7월 8일에는 전북 원정에서 골 결정력 부족 등 여러 문제점이 노출되어 0-4 대패를 당했다. 이에 울산은 여름이적시장에서 일본 출신 공격수인 아베 타쿠마와 스위스 출신 공격수인 다니엘 수보티치를 영입하여 공격력을 강화하였고, 2017년 8월 6일에 있었던 전북과의 원정 경기에서 이종호의 골로 1-0 승리하여 지난 2010년 4월 24일 2-1 승리 이후, 무려 7년 4개월 만에 원정 승리를 기록하였다.
2017년 7월 19일에 리그 22라운드 강원과의 원정경기에서 이종호의 결승골로 1-0 승리하여 K리그 역사상 처음으로 통산 500승을 달성하였다.
덤으로, 2017년 9월 27일에 열린 목포시청과의 FA컵 준결승 경기에서 김인성의 결승골로 1-0 승리하여 19년 만에 FA컵 결승에 진출하였다.
비록 리그 상위 스플릿 경기에서는 1승 4패로 부진했지만, FA컵 결승 1,2차전 경기에서는 부산을 상대로 1승 1무를 거둬 1983년 팀 창단 이후, 34년 만에 첫 번째 우승을 차지하였다.
그 후, 울산은 2017년 12월 18일 일본, 스위스, 독일에서 경험한 측면 수비수 박주호 영입을 확정지었고, 하루 뒤인 2017년 12월 19일에는 서울 이랜드에서 뛰었던 다용도 미드필더 김성주를 영입하였다. 하지만, FA컵 결승에서 비골 부상을 당했던 이종호가 전치 6개월 재활기간 판정을 받아 큰 위기를 맞는다.

### 정상에 다시 도전하는 울산. 그러나 또 다시 놓쳐버린 우승 (2018~2019)
작년에 이어 다시 ACL에 도전하게 된 울산은 수비수 임종은을 6년 만에 재영입한 것을 시작으로 일본 출신 공격수인 도요다 요헤이를 임대 영입하고, 골키퍼 오승훈과 브라질 출신 공격수 주니오, 국가대표를 지냈던 측면 공격수 황일수를 영입하였다.
그러나, ACL에서는 1승 2무 1패로 F조에서 2위를 유지중이지만, 리그에서는 이종호의 부재 등으로 인해 동해안 더비 포함 개막 4연패를 당하고 있어 이번 시즌의 시작이 불안했으나, 4월 달에 들어 ACL에서 멜버른 빅토리를 6-2로 격파하면서 남은 1경기 결과에 상관없이 ACL 16강 진출을 확정지었고, 4월 8일에는 강원과의 홈 경기에서 3-1로 승리하여 리그 첫 승을 따낸 것을 시작으로 리그에서 연승 행진을 내달렸다.
그 이후, 리그 12경기 무패를 달렸고, 2018년 5월 9일에 수원과의 ACL 1차전에서 1-0 승리를 거두었지만, 2018년 5월 16일에 열린 수원과의 ACL 2차전 경기에서 0-3으로 패하여 8강 진출에 실패하였다.
러시아 월드컵 휴식기 이후, 울산은 후반기 반등을 위해 오르샤, 조영철, 토요다 등을 내보내고, 이근호, 홍준호, 에스쿠데로, 믹스 디스커루드 등을 영입하여 10경기 무패 행진을 달린 그 이후, 상위 스플릿에 진출하여 리그 3위로 시즌을 마감하였다. 그리고, 2018년 12월 3일에 열린 K리그 시상식에서 한승규는 2002년 이천수 이후 16년 만에 영플레이어상을 수상하였고, 리차드와 주니오는 K리그 베스트 11에 선정되는 영광을 누렸다.
하지만, 대구와의 2018 FA컵에서는 결승 1차전에서 1-2, 2차전에서 0-3 패배, 합계 스코어 1-5로 패배, 2연패 달성에 실패하여 시즌을 마감하였다.
2019 시즌을 앞두고, K리그와 ACL을 병행하게 된 울산은 성남에서 뛰던 윤영선을 비롯해 가시와 레이솔에서 김보경을 임대 영입하였다. 이어 상주에서 제대하여 서울 이랜드에 복귀한 주민규와 서울에서 뛰던 김성준과 신진호를 영입하였고 네덜란드 출신인 불투이스를 데려왔다.
2019 시즌에는 리그 2위를 달리고 있고, ACL 16강 전에서 1차전은 1-0 승리를 거뒀지만, 2차전에서는 0-3 대패로 2018 시즌에 이어 8강 진출에 실패하였다.
여름 이적시장에서는 호주 출신 풀백 데이비슨 영입과 믹스와 임대 계약을 연장하는 등 주축 선수들을 지켜내는 데 주력했으며, 비셀 고베에서 뛰었던 김승규가 3년 6개월 만에 울산으로 다시 돌아왔으며, 그 동안 울산에서 주전 골키퍼로 뛰었던 오승훈은 제주로 이적하였다.
그 후, 파이널 A 그룹에 1위로 진출한 울산은 대구, 강원, 서울을 연이어 격파하고, 리그 37라운드에서 전북과 1-1로 비겨 우승 경쟁을 이어갔으나, 리그 38라운드에서 포항과의 리그 최종전에서 윤영선과 김승규의 실책 등으로 이어져 결국 1-4로 대패하여 같은 날 강원에게 승리를 거둔 전북에게 역전 우승을 허용하면서 시즌을 마감하였다. (이 날 포항에게 패한 울산은 2013년 12월 1일 통한의 준우승 역사를 재현했다.)
시즌 후, 김보경은 울산에서 김신욱 이후 6년 만에 K리그 MVP를 수상했고, 김태환, 주니오와 함께 K리그 베스트 11에 선정되었다.

### 이청용의 K리그 복귀와 또 다시 반복된 준우승, 그러나 8년 만의 아시아 정상 탈환 (2020)
2019 시즌 후, 지난 K리그 MVP였던 김보경이 울산과의 임대 기간이 만료되어 전북 현대 모터스로 이적하고, 믹스 디스커루드 또한 원소속팀인 맨체스터 시티로 복귀했으며, 오세훈, 이명재와 박용우는 상주 상무로 입대하였다. 또한 주전 골키퍼 김승규는 반 년만에 J1리그로 돌아갔고, 측면 공격수인 황일수는 설기현이 새 감독으로 선임된 경남 FC로 이적하였다. 더불어 베테랑 수비수인 강민수는 부산 아이파크로 이적하였다.
2020 시즌을 앞두고, 겨울 이적시장 동안 고명진과 2년 만에 울산으로 복귀한 정승현 영입을 시작으로 조현우, 원두재, 윤빛가람, 정훈성, 김기희 등을 차례대로 영입했다. 이후, 분데스리가에서 뛰며 오래전부터 울산의 관심을 받아온 이청용이 11년 동안 이어온 해외 생활을 청산하고, 울산에 입단하여 K리그로 복귀하였다.
5월 9일에 열린 상주와의 리그 개막전에서 이청용의 맹활약과 주니오(2골), 이상헌, 윤빛가람의 골을 묶어 4-0 대승을 거뒀다. 그 후, 2020년 6월 6일 포항과의 동해안 더비 경기에서 이청용의 2골과 김인성, 주니오의 골을 묶어 4-0 대승을 거둬 지난 시즌 최종전에서 당한 복수와 4년 전 포항 원정에서 당한 0-4 대패의 빚을 갚았다.
그리고, 여름이적시장에서 최준과 윤영선을 각각 경남과 서울로 임대를 보낸 울산은 수원에서 뛰던 측면 수비수 홍철을 영입하였다.
이후, 1위로 파이널 A에 진출했지만, 포항 원정 경기에서 비욘존슨과 불투이스의 퇴장 등 악재 속에서 0-4 대패를 당했고, 전북과의 홈경기에서 김기희의 실책으로 0-1로 패하여 1위 자리를 내주었다. 2020년 11월 1일에 열린 광주와의 홈 경기에서 3-0 승리를 거뒀지만, 같은 날 전북이 대구에게 2-0 승리를 거두는 바람에 2년 연속 준우승이라는 기록을 남긴 채 시즌을 마감하였다.
2020 시즌 후, 울산은 주니오, 조현우, 김태환이 베스트 11에 선정되었으며, 특히 주니오는 2020 시즌 동안 평균 0.96골을 기록하여 득점왕을 거머쥐는 영광을 누렸다.
그 후, 울산은 리그 우승을 놓쳐버린 한을 풀기 위해 11월 4일과 8일에 열렸던 FA컵 결승전에서 전북과 다시 대결을 펼쳤지만, 1무 1패를 기록하여(1차전 1-1 무, 2차전 1-2 패) FA컵 우승마저 놓쳐버렸다.
그러나, 2020년 AFC 챔피언스리그에서는 10경기 9승 1무의 성적으로 2012년 이후, 8년 만에 통산 2번째 아시아 챔피언으로 등극과 더불어 또 한 번의 무패우승을 달성하여 리그와 FA컵 준우승의 아쉬움을 털어냈다. 그리고, 윤빛가람은 2020 ACL 대회에서 최우수 선수로 선정되었다.
그리고, 2020 시즌을 끝으로 울산과의 계약 기간이 만료된 김도훈은 감독 사임을 공식 발표함으로써 울산과의 4년 동행을 마무리하였다.

### 홍명보 시대 - K리그 최초 600승, 17년 만에 이룬 K리그 3번째 우승과 창단 첫 리그 2연패 달성 (2021~2023)
울산은 2020년 12월 24일에 김도훈의 후임으로 대한축구협회 전무이사로 지냈던 홍명보를 울산의 제 11대 감독으로 선임하였다. 그러나 일각에서는 7년 전에 실패한 전력이 있기 때문에 무관이 우려되는 상황이었다.
그 후, 정동호, 박주호, 주니오, 이근호, 신진호, 정훈성, 박정인, 최준, 이상헌 등 선수들을 대거 떠나 보내고, 김지현, 이동준, 신형민, 힌터제어 등을 영입하여 클럽 월드컵에 나섰지만, 티그레스와 알두하일에 연달아 패하여 2012년에 이어 또다시 6위를 기록하였다.
그리고, 2021년 2월 16일에는 측면 공격을 강화하기 위해 조지아 국가대표 출신인 바코를 영입하였다.
3월 1일에 열린 K리그 개막 경기에서 강원을 상대로 5골을 퍼부어 5-0 대승을 이끌어냄과 동시에 울산은 이 경기에서 역대 K리그1 개막 경기에서 한 팀 최다 득점(5골) 및 최다 득실차(5골차) 승리라는 기록까지 썼다. 그리고, 2021년 5월 19일에 있었던 전북과의 현대가 더비 경기에서 4-2로 이겨 64일 만에 1위 탈환과 더불어 2019년 5월 이후로 2년 만에 승리를 거뒀다. 그리고, 22일에 있었던 포항과의 동해안 더비 경기에서 1-0 승리를 거둬 연승 행진과 더불어 1위 자리를 지켜냈다.
그리고, 7월 12일 기준으로 ACL 조별리그 6연승을 더하며 ACL 역대 최다연승 기록인 15연승을 달성하였고 토너먼트에서 가와사키를 승부차기로 전북을 연장 접전 끝에 차례대로 제압하였다. 하지만 10월 20일에 열린 포항과의 ACL 준결승 전에서 승부차기에 패배하여 결승 진출이 좌절되었다. 그리고 24일에 열린 리그 경기에서는 성남에게 1-2로 패하여 전북에게 1위 자리를 내줬고, 27일에 열린 전남과의 FA컵 준결승 경기에서도 체력적인 열세를 극복하지 못하고 1-2로 패하여 결승 진출이 좌절되었다.
그 후, 파이널 A로 진출한 울산은 전북 원정에서 2-3으로 패하였고, 대구와의 리그 최종전에서 2-0으로 승리를 거뒀지만, 같은 시각에 전북이 제주를 2-0으로 이기는 바람에 3년 연속 준우승함으로써 무관으로 시즌을 마감하였다. 비록 리그에선 준우승에 그쳤지만 오세훈과 설영우, 이동준, 이동경, 원두재 등 20대 초중반의 선수들이 주축으로 자리매김함으로써 밝은 미래를 확인할 수 있었던 시즌이었다.
2021 시즌 후, 울산은 조현우, 불투이스, 이동준, 바코 등 4명이 베스트 11에 선정되었으며, 설영우는 2018년 한승규 이후로 올해의 영플레이어상을 수상하였다.
2022 시즌을 앞두고 불투이스, 홍철, 윤빛가람, 이동경, 이동준, 오세훈 등이 팀을 떠나고, 그 자리에 국가대표 수비수인 김영권을 비롯하여 이규성, 오인표, 김현우, 박주영, 아마노, 엄원상, 레오나르도, 마크 코스타 등을 영입하여 전력 누수를 막았다.
그 후, 김천과의 리그 1라운드에서는 0-0 무승부를 거뒀지만, 성남과의 경기에서 2-0 승리를 시작으로 아시아축구연맹(AFC) 챔피언스리그 플레이오프와 리그 포함하여 6연승을 달렸다.
하지만, 1위를 달리고 있는 리그와는 달리 ACL에서는 3위(3승 1무 2패)를 기록하여 2017년 이후 5년 만에 조별리그에서 탈락하였다.
그 후, A매치 기간 이후, 전북과 포항에게 져서 선두 자리를 내줄 위기에 직면했지만, 여름이적시장에서 헝가리 출신 득점왕 공격수인 마틴 아담과 쾰른에서 뛰었던 울산 유스 출신인 황재환을 영입하여 분위기 반전에 힘쓴 끝에 8월 21일에 열렸던 김천과의 리그 원정 경기에서 2-1 승리를 거둬 K리그 최초로 통산 600승에 달성하였다.
그리고, 파이널 A에 진입한 울산은 10월 8일에 있었던 전북과의 35라운드 경기(현대가 더비)에서 마틴 아담의 2골[96분 PK, 99분 헤딩골]에 힘입어 2-1 기적의 역전승을 거둬 17년 만의 K리그 우승에 한 걸음 다가섰다. 그 후, 포항과의 리그 36라운드 경기(동해안 더비)에서 1-1 무승부를 거뒀지만, 16일에 있었던 강원과의 37라운드 경기에서 부상에서 돌아온 엄원상과 마틴 아담이 2-1로 역전승을 거둬 남은 1경기 결과에 상관없이 2005년 이후 17년 만에 팀 통산 3번째 우승을 달성함과 동시에 만년 2위[준산]라는 꼬리표를 뗐다.
그리고, 2021 시즌부터 선수 겸 플레잉코치를 역임해왔던 이호는 23일 리그 마지막 경기를 끝으로 하프타임에 현역 은퇴를 통해 20년 간의 선수 생활을 마무리하였다.
팀의 주장인 이청용은 K리그 대상 시상식에서 MVP에 올랐으며, 홍명보 감독은 올시즌 감독상을 수상하였다. 이 외에도 BEST 11에 조현우, 김영권, 김태환, 이청용 등 무려 4명이 이름을 올렸다.
2023 시즌을 앞두고, 울산은 지난 시즌 MVP였던 이청용과 2년 재계약을 맺었고, 보야니치, 아타루, 김민혁, 루드빅손, 주민규 등을 데려와 공수 방면에서 안정감을 갖추었다. 2월 25일에 있었던 전북과의 리그 개막전 경기에서 2-1 승리를 챙겨 K리그 2연패를 향한 첫 걸음을 시작하였고, 4월 2일에 있었던 제주와의 리그 원정에서 3-1 승리를 거둬 지난 2003년 이후, 20년 만에 개막 5연승 대기록을 세웠다. 그리고 8일에 있었던 수원과의 홈 경기에서 2-1 승리를 거둬 6연승을 기록했지만, 16일에 있었던 대전 원정 경기에서 1-2로 패하여 7연승 기록에 실패하였다.
하지만, 25일에 있었던 인천과의 리그 9라운드 경기에서 승리를 통해 홍명보는 K리그 최단기간 50승을 달성하였다.
그 이후, 리그 1위를 순항중이던 울산은 여름이적시장에서 박용우를 알아인으로, 윤일록을 강원으로 각각 이적과 임대를 보내고 상무에서 전역한 김지현, 독일에서 2년 간 임대로 뛰고 돌아온 이동경을 복귀시킨 후, 리그 선두 수성과 4년 만의 ACL 우승을 향한 준비를 마쳤다.
파이널 A에 진입한 울산은 10월 29일에 대구와의 홈 경기에서 2-0 승리를 거둬 남은 3경기에 상관없이 창단 첫 리그 2연패를 달성하였다. 그리고 창단 이후 처음으로 단일 시즌 홈경기 30만 관중을 돌파하며 기쁨이 배가 됐다.
시즌 후, 울산은 조현우, 김영권, 설영우, 엄원상, 주민규가 베스트11, 홍명보는 2년 연속 감독상을 수상하였으며, 주민규는 2년 만에 K리그 득점왕에 등극, 김영권은 MVP를 수상하여 2023년에는 울산 천하로 물들인 시즌을 보냈다.

### K리그 3연패 달성, 그러나 챔피언의 몰락. (2024-)
2024 시즌을 앞두고 팀명을 울산 HD FC로 개칭했다.
2023-24 ACL에서 16강 진출을 이뤄 낸 울산은 바코, 김성준, 민동환, 김태환 등 주요 선수들이 떠났지만, 심상민, 김주환, 황석호, 문현호, 고승범, 켈빈, 마테우스 등을 영입하여 스쿼드를 탄탄하게 보강하였다. 그리고 울산과 결별설이 나돌았던 이청용은 2024년에도 동행을 선언함에 따라 결별설을 종식시켰다.
4월 17일에는 ACL 준결승 1차전에서 요코하마 마리노스를 1-0 승리를 통해 FIFA 클럽 월드컵 진출권을 획득, 아시아 팀 가운데 세 번째로 클럽 월드컵행을 확정지었다. 그러나 2024년 4월 24일에 열렸던 2023-24 ACL 2차전에서 승부차기 4-5로 패하여 결승 진출에 실패하였다.
그러다 7월 7일에 홍명보가 국가대표팀 감독 선임한다는 공식 발표가 나오자, 울산 팬들은 국대 감독 맡을 생각이 없다는 홍명보의 이러한 행동에 실망과 분노를 일으켰으며 결국 10일 광주와의 홈 경기를 마지막으로 홍명보와 결별하는 최악의 상황을 맞이하였다. 그 후, 수석코치를 맡고 있는 이경수가 새 감독 선임 전까지 감독 대행을 맡았으며, 2024년 7월 28일, 축구 행정가와 축구 감독을 맡아왔던 김판곤을 울산의 제 12대 감독으로 선임하였다.
시즌 도중, 감독 교체 사태를 수습한 울산은 김판곤의 압박 축구 등을 구사하여 리그 1위를 지키면서 파이널 A에 진출하였고, 2024년 11월 1일 울산종합운동장에서 열린 강원과의 리그 36라운드 경기에서 2-1 승리를 거둬 남은 2경기에 상관없이 리그 3연패를 확정지어 울산 왕조의 서막을 열었다.
그리고, 선수와 플레잉코치를 역임하였던 박주영은 2024 시즌을 끝으로 현역 은퇴를 선언함에 따라 2024년 11월 23일에 있었던 수원 FC와의 리그 마지막 경기에서 1골 1도움을 기록하여 공격포인트 101개를 달성하고 선수 생활을 마감하였다.
2024년 11월 29일에 있었던 K리그 시상식에서 조현우, 김기희, 이명재, 고승범이 베스트 11에 선정되었고, 플레잉코치였던 박주영은 공로상을 수상하였다. 그리고, 조현우는 전 경기 출전상에 베스트 11 GK 부문에 선정에 이어 이운재 이후, 16년 만에 MVP를 수상하였다.
하지만 2024년 11월 30일에 있었던 포항과의 코리아컵 결승 경기에서 1-3 으로 패해 구단 사상 첫 더블 달성에 실패하였다.
2025 시즌을 앞두고 울산은 K리그 우승을 달성했지만, 코리아컵하고 ACL 엘리트에서 선수들의 노쇠화 등 여러가지 문제로 좋지 못한 성적을 남기자, 대대적인 스쿼드를 개편하였다. 먼저 조수혁, 주민규, 임종은, 김기희, 윤일록, 이명재, 마테우스, 아타루, 강윤구, 김민준 등을 내보내고, 임대복귀한 최석현과 신인 선수인 백인우 영입을 시작으로 윤종규, 윤재석, 박민서, 허율, 이희균, 이재익, 서명관, 이진현, 강상우, 문정인, 라카바 등을 영입하여 젊은 선수층을 꾸려나갔다.
하지만, 세대 교체로 출발한 시작이 무색하게 리그에서는 중위권에 허덕였고, 클럽월드컵에서 전력차이를 극복하지 못한 채 3연패로 조기 마감하였고, 덤으로 코리아컵 8강에서 광주에게 덜미를 잡혀 K리그 3연패를 달성한 위엄을 잃어갔다. 이에 울산은 여름 이적시장에서 울산 유스 레전드로 불리던 정승현이 중동 생활을 마치고 1년 6개월만에 울산으로 다시 입단하였고, 뒤이어 경남에서 뛰었던 브라질 공격수 말컹을 영입하였다.
그 후에도 서울에게 패하고, 강원과의 경기에서 다 잡은 승리를 놓치는 등 10경기 무승을 기록하자, 2025년 8월 1일 구단은 김판곤을 성적부진의 책임을 물어 경질하였고, 덤으로 김광국 대표이사도 사퇴하였지만, 구단의 만류로 팀 분위기 수습을 위해 사임 5일 만에 번복하여 대표이사직을 유임하였다.  2025년 8월 5일에 김판곤의 후임으로 신태용이 울산의 13대 감독으로 선임되었다. 

## 선수 명단
참고: FIFA 자격 규정에 따라 소속된 국가대표팀 국기를 표시합니다. 선수는 복수의 FIFA 비회원국 국적을 가지고 있을 수 있습니다.
| 번호 | 포지션 | 국적 | 이름     |
| ---- | ------ | ---- | -------- |
| 2    | DF     |      | 조현택   |
| 4    | DF     |      | 서명관   |
| 5    | MF     |      | 정우영   |
| 6    | MF     |      | 보야니치 |
| 7    | MF     |      | 고승범   |
| 9    | FW     |      | 말컹     |
| 11   | FW     |      | 엄원상   |
| 13   | DF     |      | 강상우   |
| 14   | MF     |      | 이진현   |
| 15   | DF     |      | 정승현   |
| 16   | FW     |      | 이희균   |
| 17   | MF     |      | 루빅손   |
| 18   | FW     |      | 허율     |
| 19   | DF     |      | 김영권   |
| 21   | GK     |      | 조현우   |

| 번호 | 포지션 | 국적 | 이름     |
| ---- | ------ | ---- | -------- |
| 22   | MF     |      | 김민혁   |
| 23   | GK     |      | 문정인   |
| 24   | DF     |      | 윤종규   |
| 25   | GK     |      | 김세형   |
| 26   | DF     |      | 박민서   |
| 27   | MF     |      | 이청용   |
| 28   | DF     |      | 이재익   |
| 30   | FW     |      | 윤재석   |
| 31   | GK     |      | 류성민   |
| 36   | FW     |      | 라카바   |
| 66   | DF     |      | 트로야크 |
| 72   | MF     |      | 백인우   |
| 96   | DF     |      | 최석현   |
| 97   | FW     |      | 에릭     |

### 임대 및 군 복무 선수
참고: FIFA 자격 규정에 따라 소속된 국가대표팀 국기를 표시합니다. 선수는 복수의 FIFA 비회원국 국적을 가지고 있을 수 있습니다.
| 번호 | 포지션 | 국적 | 이름                               |
| ---- | ------ | ---- | ---------------------------------- |
| —    | MF     |      | 이동경 (김천 상무에서 군 복무중)   |
| —    | GK     |      | 문현호 (김천 상무에서 군 복무중)   |
| —    | DF     |      | 홍재석 (부산 아이파크로 임대)      |
| —    | MF     |      | 이규성 (수원 삼성 블루윙즈로 임대) |

| 번호 | 포지션 | 국적 | 이름                         |
| ---- | ------ | ---- | ---------------------------- |
| —    | MF     |      | 최강민 (충북 청주 FC로 임대) |
| —    | DF     |      | 장시영 (부천 FC 1995로 임대) |
| —    | DF     |      | 심상민 (광주 FC로 임대)      |
| —    | DF     |      | 정성빈 (FC 리퍼링로 임대)    |
| —    | FW     |      | 야고 (저장 FC로 임대)        |
| —    | DF     |      | 강민우 (용 헹크로 임대)      |

### 영구 결번
12번 : 서포터즈 '처용전사' 헌정

## 스태프

### 지도자
- 감독 : 신태용
- 수석 코치 : 김동기
- 코치 : 박주영, 고요한
- 골키퍼 코치 : 김용대
- 피지컬 코치 : 우정하
- 분석코치 : 김종진

## 기록과 통계

### 우승 기록

#### 국내 대회

##### 리그
- K리그1

● 우승 (5) : 1996, 2005, 2022, 2023, 2024
● 준우승 (10) : 1986, 1991, 1998, 2002, 2003, 2011, 2013, 2019, 2020, 2021

#### 컵
- 코리아컵

● 우승 (1): 2017
● 준우승 (4): 1998, 2018, 2020, 2024
- 리그컵

● 우승 (5): 1986, 1995, 1998, 2007, 2011
● 준우승 (3): 1993, 2002, 2005
- 슈퍼컵

● 우승 (1): 2006
- 전국축구선수권대회

● 준우승 (2): 1989, 19991
- 대통령배 전국축구대회

● 준우승 (1): 19901

#### 국제 대회

##### 아시아 대회
- AFC 챔피언스리그 (AFC 챔피언스리그 엘리트의 전신)

● 우승 (2): 2012, 2020

#### 친선 대회
- A3 챔피언스컵

● 우승 (1): 2006

### 시즌 결과
| 시즌 | K리그  | K리그 | 코리아컵   | 코리아컵 | 리그컵       | 리그컵 | 챔피언스리그 엘리트    | 챔피언스리그 엘리트 | 클럽월드컵 | 클럽월드컵 |
| 시즌 | 디비전 | 순위  | 대회       | 순위     | 대회         | 순위   | 대회                   | 순위                | 대회       | 순위       |
| ---- | ------ | ----- | ---------- | -------- | ------------ | ------ | ---------------------- | ------------------- | ---------- | ---------- |
| 1984 | 1부    | 3     | -          | -        | -            | -      | -                      | -                   | -          | -          |
| 1985 | 1부    | 4     | -          | -        | -            | -      | -                      | -                   | -          | -          |
| 1986 | 1부    | 3     | -          | -        | 프로선수권   | 1      | -                      | -                   | -          | -          |
| 1987 | 1부    | 4     | -          | -        | -            | -      | -                      | -                   | -          | -          |
| 1988 | 1부    | 2     | -          | -        | -            | -      | -                      | -                   | -          | -          |
| 1989 | 1부    | 6     | 전국선수권 | 2        | -            | -      | -                      | -                   | -          | -          |
| 1990 | 1부    | 5     | -          | -        | -            | -      | -                      | -                   | -          | -          |
| 1991 | 1부    | 2     | -          | -        | -            | -      | -                      | -                   | -          | -          |
| 1992 | 1부    | 3     | -          | -        | 아디다스컵   | 5      | -                      | -                   | -          | -          |
| 1993 | 1부    | 3     | -          | -        | 아디다스컵   | 2      | -                      | -                   | -          | -          |
| 1994 | 1부    | 4     | -          | -        | 아디다스컵   | 5      | -                      | -                   | -          | -          |
| 1995 | 1부    | 3     | -          | -        | 아디다스컵   | 1      | -                      | -                   | -          | -          |
| 1996 | 1부    | 1     | FA컵       | 3        | 아디다스컵   | 4      | -                      | -                   | -          | -          |
| 1997 | 1부    | 3     | FA컵       | 8강      | 아디다스컵   | 3      | 컵위너스컵             | 3                   | -          | -          |
| 1997 | 1부    | 3     | FA컵       | 8강      | 프로스펙스컵 | A조    | 컵위너스컵             | 3                   | -          | -          |
| 1998 | 1부    | 2     | FA컵       | 2        | 아디다스컵   | 1      | 클럽챔피언십           | 16강                | -          | -          |
| 1998 | 1부    | 2     | FA컵       | 2        | 필립모리스컵 | 8      | 클럽챔피언십           | 16강                | -          | -          |
| 1999 | 1부    | 6     | 전국선수권 | 2        | 아디다스컵   | 8강    | -                      | -                   | -          | -          |
| 1999 | 1부    | 6     | FA컵       | 3        | 대한화재컵   | 3      | -                      | -                   | -          | -          |
| 2000 | 1부    | 10    | FA컵       | 8강      | 아디다스컵   | 8강    | -                      | -                   | -          | -          |
| 2000 | 1부    | 10    | FA컵       | 8강      | 대한화재컵   | B조    | -                      | -                   | -          | -          |
| 2001 | 1부    | 6     | FA컵       | 3        | 아디다스컵   | B조    | -                      | -                   | -          | -          |
| 2002 | 1부    | 2     | FA컵       | 8강      | 아디다스컵   | 2      | -                      | -                   | -          | -          |
| 2003 | 1부    | 2     | FA컵       | 3        | -            | -      | -                      | -                   | -          | -          |
| 2004 | 1부    | 3     | FA컵       | 3        | 삼성하우젠컵 | 5      | -                      | -                   | -          | -          |
| 2005 | 1부    | 1     | FA컵       | 16강     | 삼성하우젠컵 | 2      | -                      | -                   | -          | -          |
| 2006 | 1부    | 5     | 슈퍼컵     | 1        | 삼성하우젠컵 | 5      | 챔피언스리그           | 3                   | -          | -          |
| 2006 | 1부    | 5     | FA컵       | 32강     | 삼성하우젠컵 | 5      | 챔피언스리그           | 3                   | -          | -          |
| 2007 | 1부    | 4     | FA컵       | 8강      | 삼성하우젠컵 | 1      | -                      | -                   | -          | -          |
| 2008 | 1부    | 3     | FA컵       | 8강      | 삼성하우젠컵 | B조    | -                      | -                   | -          | -          |
| 2009 | 1부    | 8     | FA컵       | 32강     | 피스컵       | 3      | 챔피언스리그           | E조                 | -          | -          |
| 2010 | 1부    | 5     | FA컵       | 16강     | 포스코컵     | 8강    | -                      | -                   | -          | -          |
| 2011 | 1부    | 2     | FA컵       | 3        | 러시앤캐시컵 | 1      | -                      | -                   | -          | -          |
| 2012 | 1부    | 5     | FA컵       | 3        | -            | -      | 챔피언스리그           | 1                   | 클럽월드컵 | 6          |
| 2013 | 1부    | 2     | FA컵       | 16강     | -            | -      | -                      | -                   | -          | -          |
| 2014 | 1부    | 6     | FA컵       | 16강     | -            | -      | 챔피언스리그           | H조                 | -          | -          |
| 2015 | 1부    | 7     | FA컵       | 3        | -            | -      | -                      | -                   | -          | -          |
| 2016 | 1부    | 4     | FA컵       | 3        | -            | -      | -                      | -                   | -          | -          |
| 2017 | 1부    | 4     | FA컵       | 1        | -            | -      | 챔피언스리그           | E조                 | -          | -          |
| 2018 | 1부    | 3     | FA컵       | 2        | -            | -      | 챔피언스리그           | 16강                | -          | -          |
| 2019 | 1부    | 2     | FA컵       | 32강     | -            | -      | 챔피언스리그           | 16강                | -          | -          |
| 2020 | 1부    | 2     | FA컵       | 2        | -            | -      | 챔피언스리그           | 1                   | 클럽월드컵 | 6          |
| 2021 | 1부    | 2     | FA컵       | 3        | -            | -      | 챔피언스리그           | 준결승              | -          | -          |
| 2022 | 1부    | 1     | FA컵       | 3        | -            | -      | 챔피언스리그           | I조                 | -          | -          |
| 2023 | 1부    | 1     | FA컵       | 8강      | -            | -      | 챔피언스리그 (2023-24) | 4강                 | -          | -          |
| 2024 | 1부    | 1     | FA컵       | 2        | -            | -      | 챔피언스리그 (2024-25) | 리그단계 동부 11위  | -          |            |
| 2025 | 1부    | -     | FA컵       | 8강      | -            | -      | 챔피언스리그 (2025-26) | -                   | 클럽월드컵 | 28         |

## 구단 역대 인물

### 역대 감독
- 취임일자는 공식 취임식 일자이며 취임식이 없거나 미상인 경우 공식 선임일자를 기재한다.

| 순번 | 이름   | 취임일자   | 사임일자   | 재임시즌  | 비고 |
| ---- | ------ | ---------- | ---------- | --------- | --- |
| 1대  | 문정식 | 1983/07/12 | 1986/04/22 | 1984–1986 | - 구단 초대 감독 - 구단 최초 시즌 도중 사퇴한 감독 |
| 대행 | 조중연 | 1986/04/22 | 1986/12/?? | 1986      | - 구단 최초 감독대행 - 1986시즌 감독대행 수행 후 1987시즌부터 정식 감독으로 승격 - 구단 최초 리그컵 우승 감독 - 구단 2번째 최연소 감독 (만 40세)                              |
| 2대  | 조중연 | 1986/12/?? | 1987/12/30 | 1987      | - 구단 최초 감독대행 - 1986시즌 감독대행 수행 후 1987시즌부터 정식 감독으로 승격 - 구단 최초 리그컵 우승 감독 - 구단 2번째 최연소 감독 (만 40세)                              |
| 3대  | 김호   | 1987/12/30 | 1990/11/19 | 1988–1990 | |
| 4대  | 차범근 | 1990/11/23 | 1994/11/27 | 1991–1994 | - 구단 역대 최연소 취임 감독 (38세) |
| 5대  | 고재욱 | 1994/11/30 | 2000/06/12 | 1995–2000 | - 1996 구단 최초 K리그 우승 감독 - 구단 2,3번째 리그컵 우승 (2,3회) 감독 - 구단 2번째 시즌 도중 사퇴한 감독                                                                   |
| 대행 | 정종수 | 2000/06/12 | 2000/08/21 | 2000      | - 구단 2번째 감독대행 |
| 6대  | 김정남 | 2000/08/22 | 2008/12/25 | 2000–2008 | - 구단 역대 최장수 감독 (9시즌) - 2005 구단 2번째 K리그 우승 감독 - 구단 4번째 리그컵 우승 감독 - 구단 1번째 슈퍼컵 우승 감독 - 구단 1번째 A3 챔피언스컵 우승 감독            |
| 7대  | 김호곤 | 2008/12/26 | 2013/12/04 | 2009–2013 | - 2012 구단 최초 챔피언스리그 우승 감독 - 구단 5번째 리그컵 우승 감독 |
| 8대  | 조민국 | 2013/12/06 | 2014/12/01 | 2014      | - 시즌 중 성적 부진으로 경질 |
| 9대  | 윤정환 | 2014/12/01 | 2016/11/14 | 2015–2016 | - 구단 3번째 최연소 감독 (41세) |
| 10대 | 김도훈 | 2016/11/21 | 2020/12/20 | 2017–2020 | - 2017 구단 최초 FA컵 우승 감독 - 2020 구단 2번째 챔피언스리그 우승 감독 |
| 11대 | 홍명보 | 2020/12/24 | 2024/07/11 | 2021-2024 | - 2022 구단 3번째 K리그 우승 감독 - 2023 구단 4번째 K리그 우승 이자 구단 최초 2연패 감독 - 시즌 중 국가대표 감독 부임으로 인한 사임.                                          |
| 대행 | 이경수 | 2024/07/11 | 2024/07/28 | 2024      | - 구단 3번째 감독대행 |
| 12대 | 김판곤 | 2024/07/28 | 2025/08/02 | 2024-2025 | - 2024 시즌 중 부임. - 구단 최초 울산 선수 출신 감독 - 2024 구단 5번째 K리그 우승 감독 (울산 선수 출신 중 감독으로 우승을 차지한 최초 인물) - 2025 시즌 중 성적부진으로 경질. |
| 13대 | 신태용 | 2025/08/05 |            | 2025-     | - 2025 시즌 중 부임. |

## 경기장
홈 경기장은 울산문수축구경기장이다.

## 클럽 하우스
클럽 하우스는 울산광역시 동구 서부동에 위치한 'HD현대스포츠 클럽하우스'다.

## 엠블럼과 마스코트
클럽 마스코트는 '미타'이다. 예로부터 호랑이의 본거지였던 울산 남목 출신의 호랑이다. 이름은 아름다울 미의 '미' 와 타이거의 '타'에서 유래했다.

## 유니폼
| 2016 · 홈 | 2016 · 원정 | 2016 · GK | 2017 · 홈 | 2017 · 원정 | 2017 · GK | 2017 · GK | 2022 · 홈 | 2022 · 원정 | 2022 · 서드 |

|  | 2022 · GK | 2022 · GK | 2023 · 홈 | 2023 · 원정 | 2023-24 원정 · (2023-24 ACL) | 2023-24 홈 · (2023-24 ACL) | 2023 서드 · (제주바당) | 2023-24 · GK (2023-24 ACL) | 2023-24 · GK (2023-24 ACL) | 2024 · 홈 |

|  | 2024 · 원정 | 2023-24 원정 · (2023-24 ACL) | 2024 서드 · (제주바당) | 2024 포쓰 · (제주바당) | 2024-25 원정 · (2024-25 ACLE) | 2025 · 홈 | 2025 · 원정 | 2025 · 원정 | 2025 서드 · (제주바당) | 2025 · 홈 (레트로) |

|  | 2025 · 포쓰 · (제주바당) | 2025 · GK (2025 CWC) | 2025 · GK (2025 CWC) |

| 2018 홈 | 2018 원정 | 2018 홈 · (ACL) | 2018 원정 · (ACL) | 2019 홈 | 2019 원정 | 2019 홈 · (ACL) | 2019 원정 · (ACL) | 2020 홈 | 2020 원정 |

|  | 2020 홈 · (ACL) | 2020 원정 · (ACL) | 2021 홈 | 2021 원정 | 2021 홈 · (2020 CWC & 2021 ACL) | 2021 원정 · (2020 CWC & 2021 ACL) | 2021 서드 · (문수 20주년) |

## 참고 문헌
- “스포츠지원포털 등록 현황”. 대한체육회.
- “KFA 통합경기정보 시스템”. 대한축구협회.
- “K리그 데이터 포털”. 한국프로축구연맹.

## 같이 보기
- 울산 현대 FC R